# Eclipse solar del 4 de enero de 2011
El 4 de enero de 2011 se produjo un eclipse solar parcial que fue visto en Europa, África y Asia Occidental.

## Visibilidad

Eclipse solar del 4 de enero de 2011.

Fue visible desde toda Europa, desde el África del Norte y desde gran parte del Asia Occidental.
La Luna pasó delante del Sol cubriéndolo completamente.

## Véase también

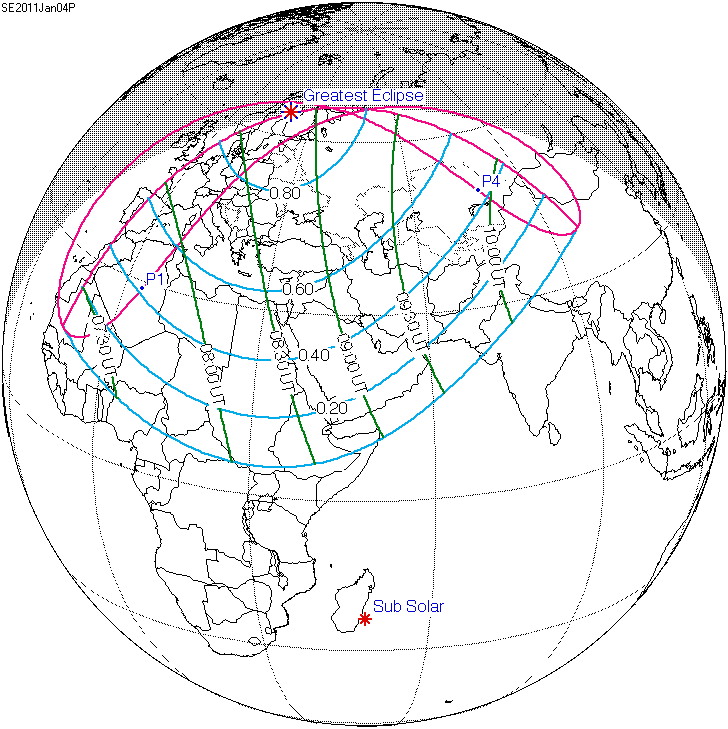
Eclipse solar del 4 de enero de 2011.

## Galería de imágenes

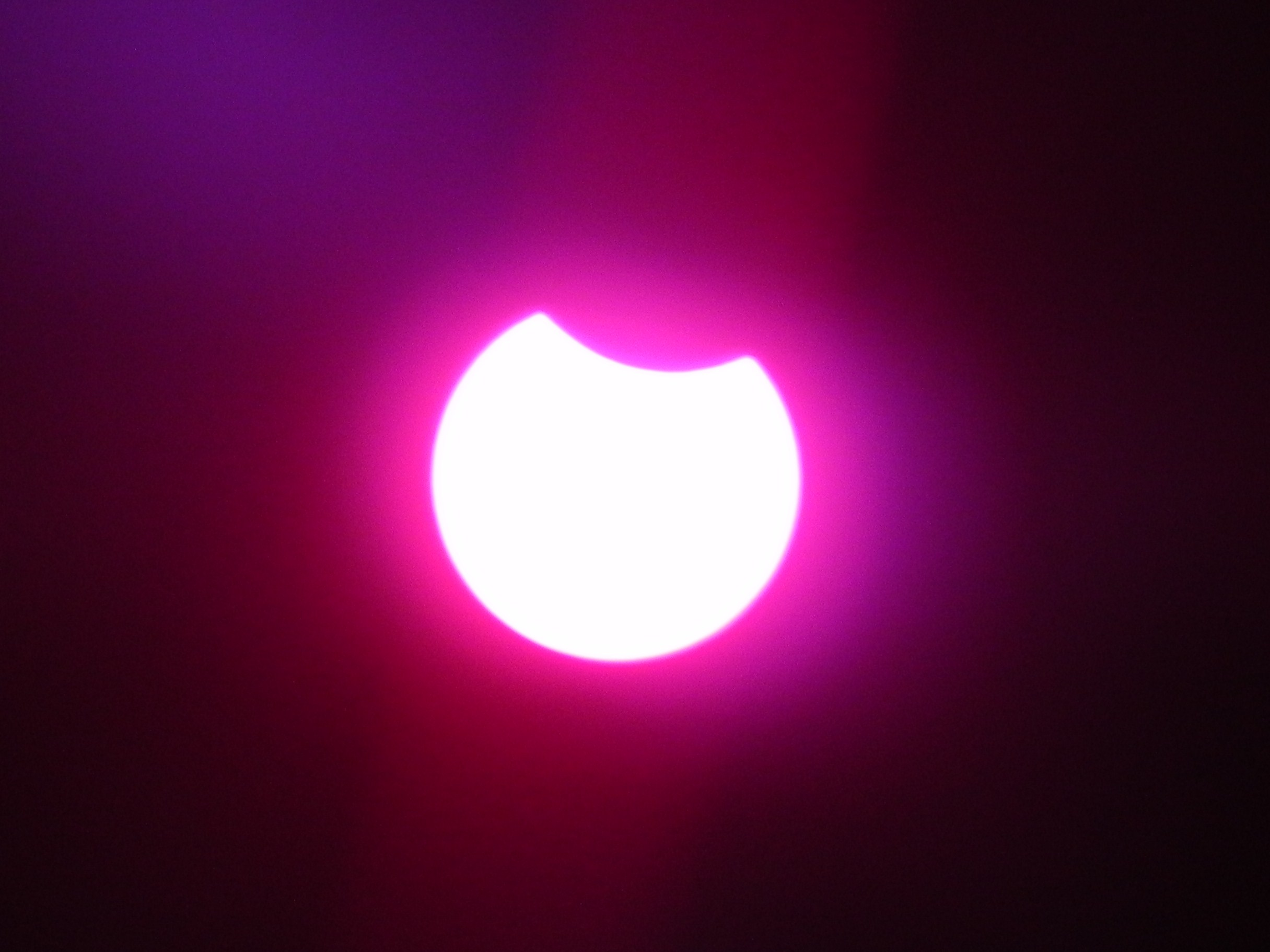
Sana'a, Yemen.
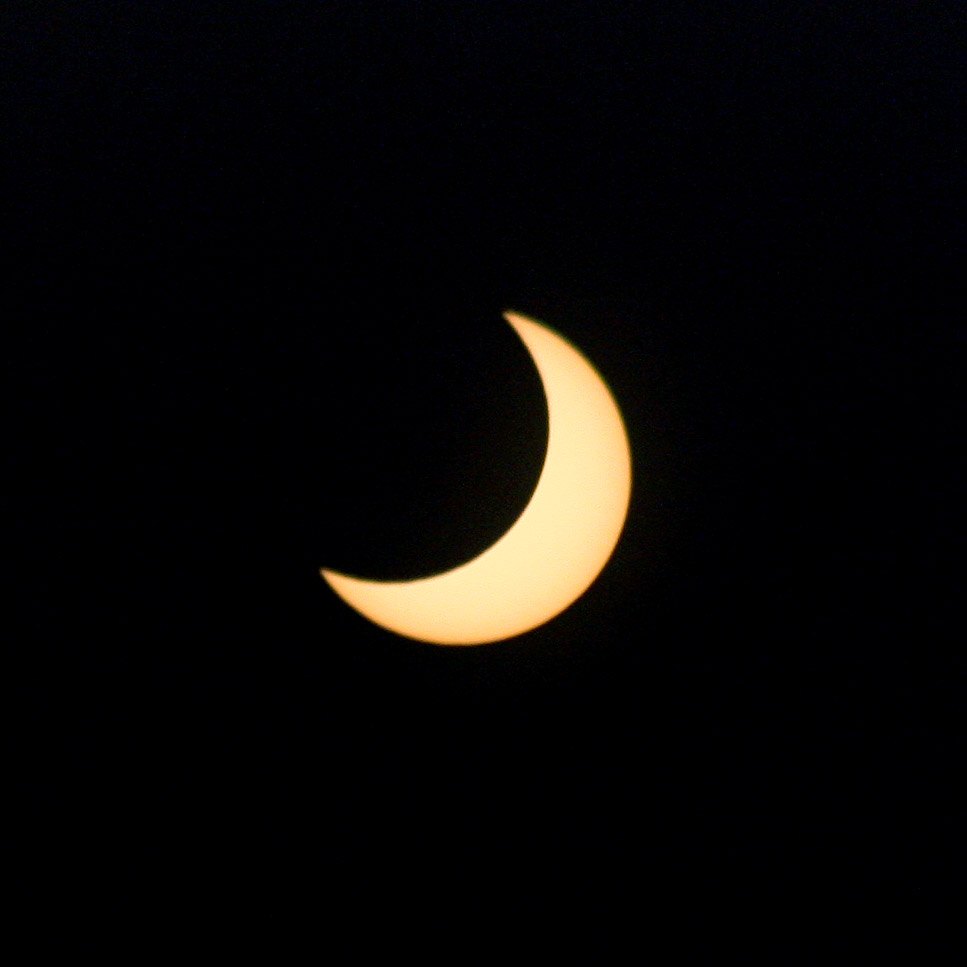
Viena, Austria.
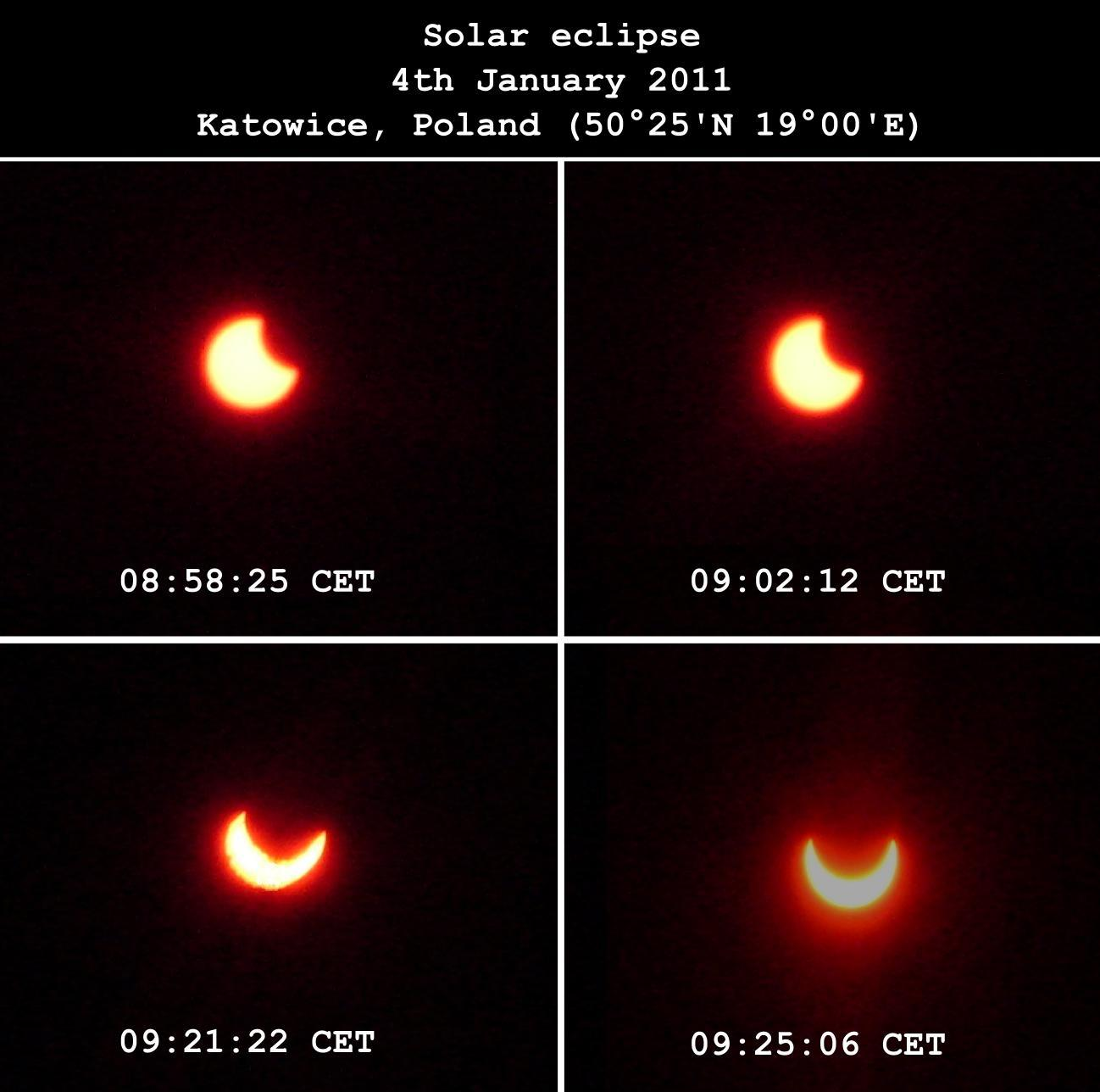
Katowice, Polonia.
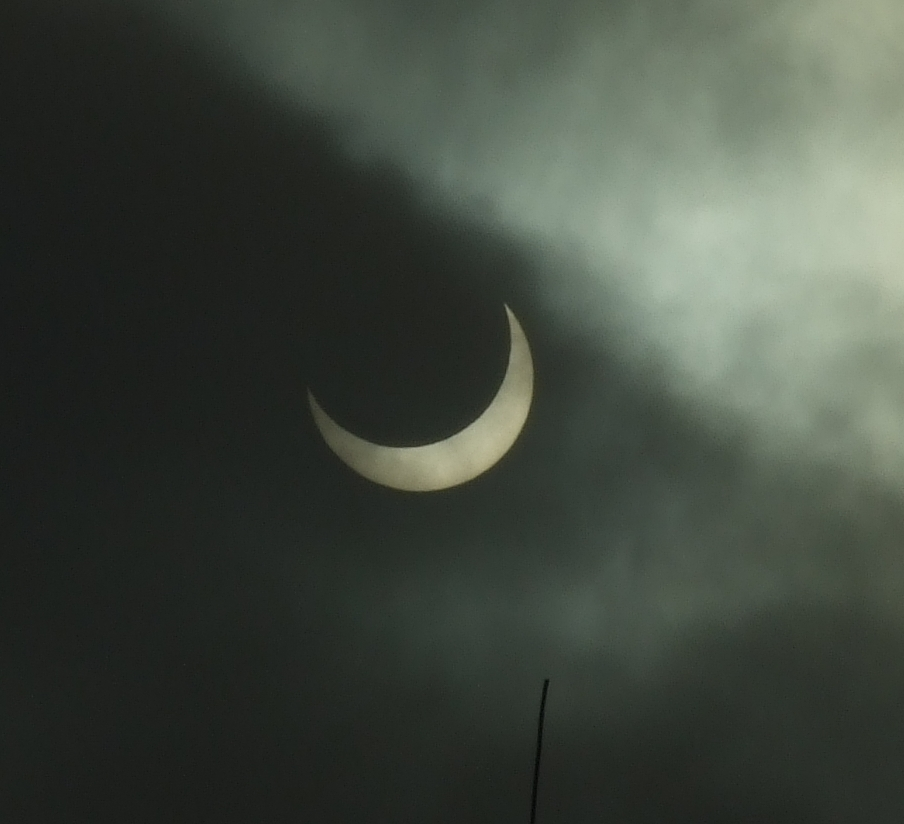
Olkusz, Polonia.
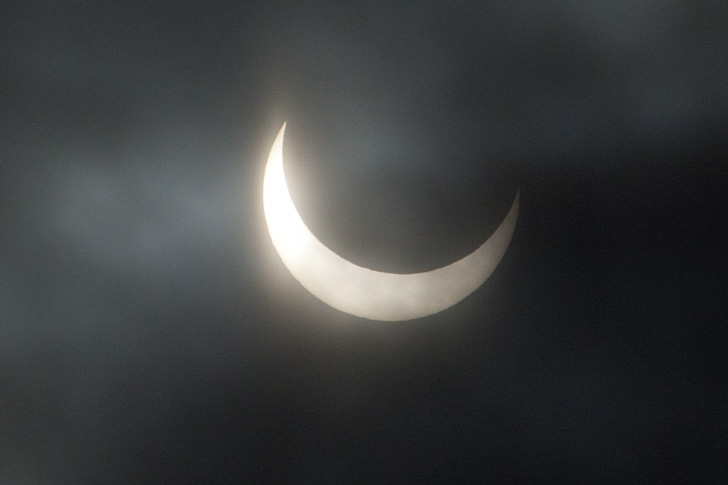
Moscú, Rusia.
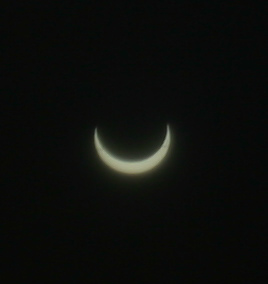
Estocolmo, Suecia.
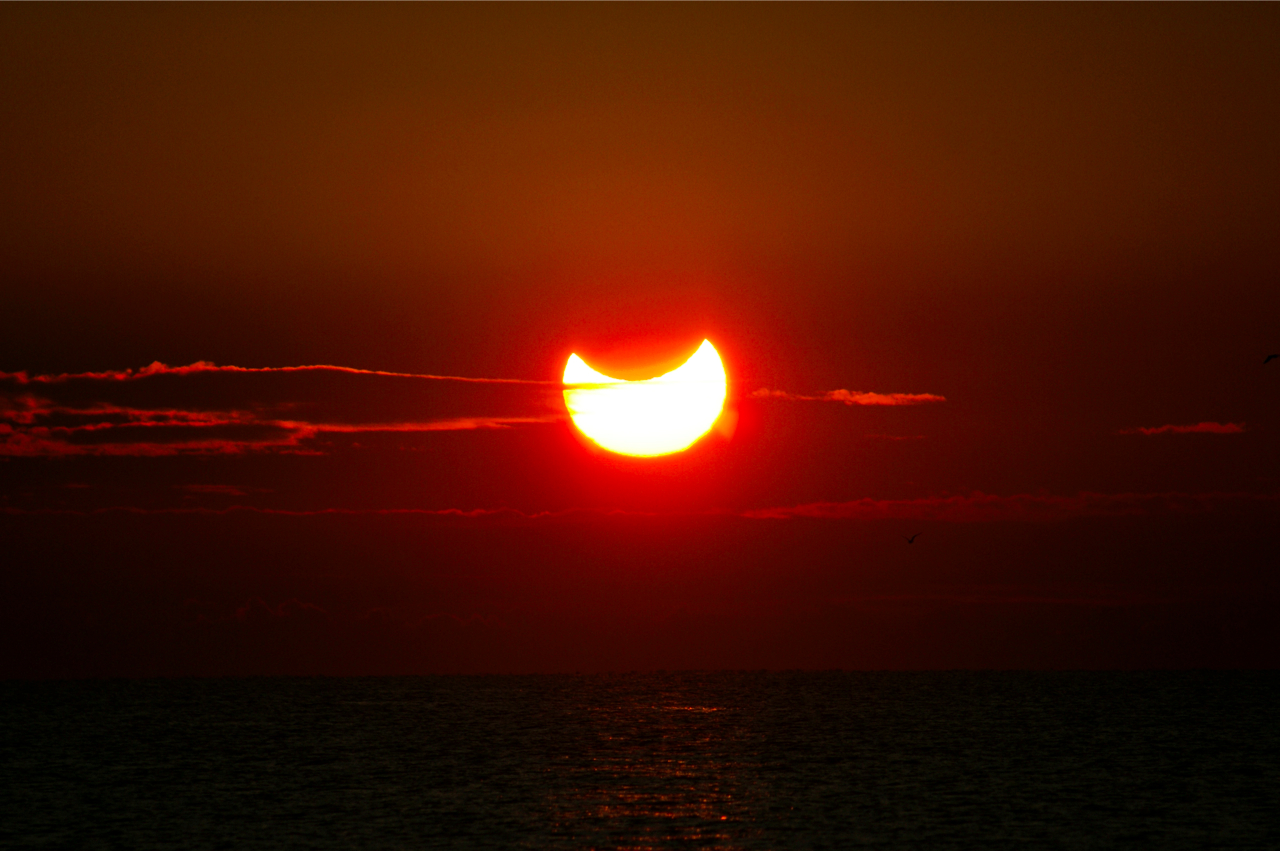
Elda, España.